# 錫菲足球規則

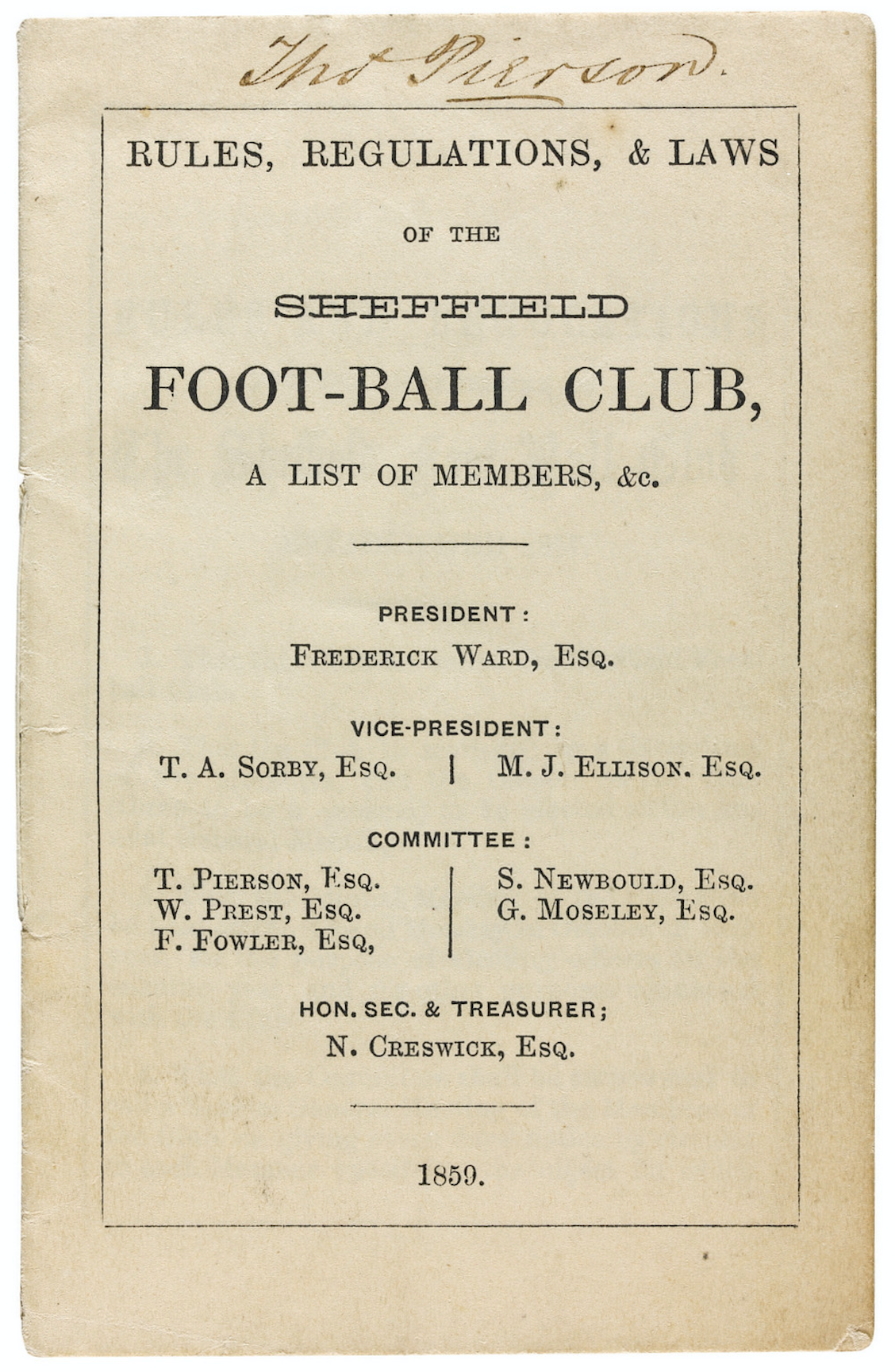
1859年謝菲爾德足球俱樂部規則首次出版的標題頁

錫菲足球規則（英語：Sheffield Rules）是1858年至1877年間在英格蘭謝菲爾德市制定並施行的一套足球競賽規則。該規則最初由謝菲爾德足球俱樂部創立與修訂，至1867年謝菲爾德及哈勒姆郡足球協會（Sheffield & Hallamshire County Football Association）成立後，規則制定權移交該協會。這套規則的影響力擴展至城市邊界外，成為北英格蘭與英格蘭中部地區眾多俱樂部與協會採用的主流足球形式，堪稱1860至1870年代最受歡迎的足球規則體系。
其規則演變可分為三個階段。首先在1858年，由納撒尼爾·克雷斯威克（Nathaniel Creswick）與威廉·普雷斯（William Prest）主導的謝菲爾德FC成員制定首版規則，包含禁止手持球與推人等條款，奠定基礎架構。1863年足球總會（FA）在倫敦公布首部統一規則後，兩種體系開始長達14年的並存期，期間兩地球隊常進行跨規則的友誼賽，例如1866年謝菲爾德隊與倫敦隊的對決即交替採用雙方規則。最終在1877年，經過多次規則協商後，謝菲爾德FA表決通過全面採用FA規則，並保留部分特色條款如角球制度，完成規則統一化進程。
此體系對現代足球發展產生深遠影響。首創的角球制度規定當球越過底線時，由攻方在出界點開球，此設計大幅提升進攻多樣性。針對犯規行為實施的間接自由球制度，不僅建立紀律處罰框架，更衍生出現代足球的任意球戰術體系。此外，規則演變過程中逐步廢除「公平接球」規定，促使球員發展出頭槌技術；而位置分工的專業化，特別是守門員與前鋒角色的確立，更成為現代戰術演進的基石。
1867年舉辦的尤丹盃（Youdan Cup）被公認為世界首個正式足球錦標賽，採用錫菲規則進行，該賽事吸引12支當地俱樂部參與，開啟競技足球制度化先河。在技術層面，規則變革間接促成頭槌技術普及化，此創新被後世譽為「空中革命」。更重要的是，錫菲規則中逾半數條款最終融入FA規則，例如1877年整合後保留的角球制度與越位規則調整，這些遺產深刻塑造了現代協會足球的規則架構與賽事樣貌。

## 参見
- 1850年代足球